# Belgiens Grand Prix 1955
Belgiens Grand Prix 1955 var det fjärde av sju lopp ingående i formel 1-VM 1955.

## Resultat
- 1 Juan Manuel Fangio, Mercedes-Benz, 8+1 poäng
- 2 Stirling Moss, Mercedes-Benz, 6
- 3 Nino Farina, Ferrari, 4
- 4 Paul Frère, Ferrari, 3
- 5 Roberto Mières, Maserati[1], 1
- = Jean Behra, Maserati[1], 1
- 6 Maurice Trintignant, Ferrari[2]
- 7 Luigi Musso, Maserati
- 8 Cesare Perdisa, Maserati
- 9 Louis Rosier, Ecurie Rosier (Maserati)

### Förare som bröt loppet
- Karl Kling, Mercedes-Benz (varv 21, oljeläcka)
- Eugenio Castellotti, Lancia (16, växellåda)
- Mike Hawthorn, Vanwall (8, växellåda)
- Jean Behra, Maserati[3] (3, snurrade av)

### Förare som ej startade
- Harry Schell, Ferrari[2]
- Piero Taruffi, Ferrari
- Johnny Claes, Moss (Maserati) (motor)